# Ryska ockupationen av Gotland 1808
Ryska ockupationen av Gotland 1808 var en episod under 1808–1809 års krig mellan Sverige och Ryssland.

## Historik
Ryssland hade anfallit Sverige den 21 februari 1808, och gått in med trupper i den östra rikshalvan Finland. En invasionsstyrka ombord på nio ryska handelsfartyg seglade från Libau och landsteg den 22 april, efter att ha kommit ur kurs på grund av dimma, vid Slesviken i Grötlingbo socken på södra Gotland med 1 800 man och sex artilleripjäser ombord under ledning av amiralen Nikolaj Ardrejevitj Bodisko. Efter en inledande förvirring gick larm om att ryssen kommer med vårdkasar och bud till den tjänsteförrättande landshövdingen, den pensionerade sjöofficeren Erik af Klint. Denne hade börjat att organisera ett lantvärn på Gotland efter order från Stockholm.
Gotland hade vid detta tillfälle dock ännu inga trupper i beredskap, utan Erik av Klint fick organisera ett bondeuppbåd. Detta mötte den ryska expeditionsstyrkan vid Klinte kyrka och vid Ajmunds bro. Erik af Klint bedömde styrkeförhållandena för ogynnsamma och bestämde att gotlänningarna skulle ge sig utan strid. På gästgiveriet Sandäskes i Sanda skedde kapitulationen utan dokument den 23 april. Dagen efter marscherade den ryska truppen in i Visby och inkvarterade sig. Nikolaj Bodisko utropade sig till Gotlands guvernör, men de svenska ämbetsmännen, utom af Klint, fick sitta kvar på sina poster.
De två svenska linjefartygen Tapperheten och Manligheten sändes från Karlskrona och blockerade från den 12 maj hamnen i Slite och därmed ryssarnas möjligheter till förstärkning hemifrån. En svensk undsättningsexpedition under befäl av amiralen Rudolf Cederström skickades från Karlskrona den 11 maj med linjeskeppet Konung Gustav IV Adolf, linjeskeppen Vladislaff, Prins Fredrik Adolph och Äran, fregatten Bellona, briggen Svala och briggen Disa samt jakten Fortuna. Ombord var soldater från förband i Småland under befäl av överstelöjtnanten vid Jönköpings regemente Carl Johan Fleetwood.
När ett svenskt sändebud kom till Visby med besked att svensk trupp var tillbaka på Gotland, kapitulerade ryssarna. Den svenska styrkan på drygt två tusen man hade under tiden marscherat till Tule i Ganthem från Sandviken i Gammelgarn, dit den svenska flotteskadern hade anlänt den 14 maj.
Efter drygt tre veckor var ryssarnas tid på Gotland över. Den 17 maj utrymde de Visby och den 18 maj lämnade de Gotland via Slite.

## Förluster
Det enda dödsfallet i samband med den ryska ockupationen var båtsmannen Carl Fredrik Lindgren (1777–1808), som förolyckades vid fall från riggen i flaggskeppet Konung Gustav IV Adolph vid Sandviken. Han begravdes i land på Sysne udd.

## Efterverkningar
Nikolaj Bodisko blev ställd inför krigsrätt och fick frånträda sin befattning (vilken han senare återfick).
I Sverige blev en följd av ockupationen att nationalbeväringen bildades och att Gotlands nationalbeväring blev först ut 1811.